# إبراهيم الرفاعي
إبراهيم السيد محمد إبراهيم الرفاعي (26 يونيو 1931 - 19 أكتوبر 1973) قائد عسكري في الجيش المصري، كان قائد المجموعة 39 قتال صاعقة خاصة في حرب أكتوبر.

## نشأته
من مواليد قرية الخلالة - مركز بلقاس بمحافظة الدقهلية في 27 يونيو عام 1931، وقد ورث عن جده والد والدته (الأميرالاى) عبد الوهاب لبيب التقاليد العسكرية والرغبة في التضحية فداءً للوطن، كما كان لنشأته وسط أسرة تتمسك بالقيم الدينية أكبر الأثر على ثقافته وأخلاقه.

## البداية
- التحق إبراهيم بالكلية الحربية عام 1951 وتخرج 1954، وانضم عقب تخرجه إلى سلاح المشاة وكان ضمن أول فرقة قوات الصاعقة المصرية في منطقة (أبو عجيلة) ولفت الأنظار بشدة خلال مراحل التدريب لشجاعته وجرأته منقطعة النظير.
- عُيَّن مدرساً بمدرسة الصاعقة وشارك في بناء أول قوة للصاعقة المصرية وعندما وقع العدوان الثلاثي على مصر 1956 شارك في الدفاع عن مدينة بورسعيد. يمكن القول أن معارك بورسعيد من أهم مراحل حياة إبراهيم الرفاعي، إذ عرف مكانه تماماً في القتال خلف خطوط العدو، وقد كان لديه اقتناع تام بأنه لن يستطيع أن يتقدم مالم يتعلم فواصل السير على طريق اكتساب الخبرات وتنمية إمكاناته فالتحق بفرقة المظلات ثم انتقل لقيادة وحدات الصاعقة للعمل كرئيس عمليات.

## الترقيات الاستثنائية والقيادة
أتت حرب اليمن لتثقل خبرات ومهارات إبراهيم الرفاعي أضعافاً، حيث تولى منصب قائد كتيبة صاعقة. خلال عام 1965 صدر قرار بترقيته ترقية أستثنائية تقديرًا للإعمال التي قام بها في الميدان اليمني.
بعد معارك 1967 وفي يوم 5 أغسطس 1968 بدأت قيادة القوات المسلحة في تشكيل مجموعة صغيرة من الفدائيين للقيام ببعض العمليات الخاصة في سيناء، باسم فرع العمليات الخاصة التابعة للمخابرات الحربية والأستطلاع كمحاولة من القيادة لإستعادة القوات المسلحة ثقتها بنفسها والقضاء على إحساس العدو الإسرائيلي بالأمن، وبأمر من مدير إدارة المخابرات الحربية اللواء محمد أحمد صادق وقع الاختيار على إبراهيم الرفاعي لقيادة هذه المجموعة، فبدأ على الفور في اختيار العناصر الصالحة.

## أول العمليات التي يقوم بها ابراهيم الرفاعي
كانت أول عمليات هذه المجموعة نسف قطار للعدو عند الشيخ زويد ثم نسف مخازن الذخيرة التي تركتها قواتنا عند أنسحابها من معارك 1967، وبعد هاتين العمليتين الناجحتين، وصل لإبراهيم خطاب شكر من وزير الحربية على المجهود الذي بذله في قيادة المجموعة.
مع الوقت كبرت المجموعة التي يقودها إبراهيم الرفاعي وصار الانضمام إليها شرفًا يسعى إليه الكثيرون من أبناء القوات المسلحة، وزادت العمليات الناجحة ووطأت أقدام جنود المجموعة مناطق كثيرة داخل سيناء، فصار اختيار اسم لهذه المجموعة أمر ضرورى، وبالفعل أُطلق على المجموعة اسم المجموعة 39 قتال، وذلك من يوم 25 يوليو 1969 وأختار الشهيد إبراهيم الرفاعي شعار رأس النمر كرمز للمجموعة، وهو نفس الشعار الذي اتخذه الشهيد أحمد عبد العزيز خلال معارك 1948.
كانت نيران المجموعة أول نيران مصرية تطلق في سيناء بعد نكسة 1967، وأصبحت عملياتها مصدرًا للرعب والدمار على العدو الإسرائيلي أفرادًا ومعدات، ومع نهاية كل عملية كان إبراهيم يبدو سعيدًا تواقاً لعملية جديدة، فقد نسف مع مجموعته قطارا ً للجنود والضباط الاسرائليين عند منطقة الشيخ زويد.
وبعدها صدر قرار من القيادة المصرية بنسف مخازن الذخيرة التي خلفتها القوات المصرية إبان الانسحاب. وكان نجاح هذه العملية ضربا ً من الخيال أو شبه مستحيل. ولكن الرفاعي ورجاله تمكنوا من الوصول إليها وتفجيرها حتى إن النيران ظلت مشتعلة في تلك المخازن لثلاثة أيام متصلة.
وفي مطلع عام 1968 نشرت إسرائيل مجموعة من صواريخ أرض – أرض لإجهاض أي عملية بناء للقوات المصرية. وعلى الرغم من أن إسرائيل كانت متشددة في إخفاء هذه الصواريخ بكل وسائل التمويه والخداع، إلا أن وحدات الاستطلاع كشفت العديد منها على طول خط المواجهة.
ولم يكن الفريق أول عبد المنعم رياض في هذه الأثناء يعرف طعماً للنوم أو الراحة في معركته التي بدأها من أجل إعادة بناء القوات المسلحة المصرية، فأرسل على الفور إلى إبراهيم الرفاعي وكان الطلب «إسرائيل نشرت صواريخ في الضفة الشرقية، عايزين منها صواريخ يا رفاعي بأي ثمن لمعرفة مدى تأثيرها على الأفراد والمعدات في حالة استخدامها ضد جنودنا».
انتهت كلمات رئيس الأركان وتحول الرفاعي إلى جمرة من اللهب. ولم تمض سوى أيام قلائل لم ينم خلالها إبراهيم الرفاعي ورجاله. فبالقدر الذي أحكموا به التخطيط أحكموا به التنفيذ. فلم يكن الرفاعي يترك شيئا ً للصدفة أو يقبل بالفشل.
فكان النجاح المذهل في العملية المدهشة فعبر برجاله قناة السويس وبأسلوب الرفاعي السريع الصاعق استطاع أن يعود بثلاثة صواريخ وأحدثت هذه العملية دويا ً هائلا ً في الأوساط المصرية والإسرائيلية على حد سواء حتى تم على إثرها عزل القائد الإسرائيلي المسؤول عن قواعد الصواريخ.
ووصف الفريق عبد المنعم رياض هذه العملية بقوله (كانت من المهام الخطيرة في الحروب ومن العمليات البارزة أيضاً التي ارتبطت باسم الرفاعي عندما عبر خلف خطوط العدو في جنح الليل. ونجح في أسر جندي إسرائيلي عاد به إلى غرب القناة). كان هذا الأسير هو الملازم داني شمعون. بطل المصارعة في الجيش الإسرائيلي ولكن الرفاعي أخذه إلى قلب القاهرة دون خدش واحد.
وتتوالى عمليات الرفاعي الناجحة حتى أحدثت رأياً عاماً مصرياً  «أن في قدرة القوات المصرية العبور وإحداث أضرار في الجيش الإسرائيلي» بل إنها دبت الرعب في نفوس الإسرائليين حتى أطلقوا على الرفاعي ورجاله مجموعة الأشباح.
وصبيحة استشهاد الفريق عبد المنعم رياض طلب عبد الناصر القيام برد فعل سريع حتى لا تتأثر معنويات الجيش المصري باستشهاد قائده، فعبر الرفاعي القناة واحتل برجاله موقع المعدية 6 الذي أطلقت منه القذائف التي كانت سبباً في استشهاد الفريق عبد المنعم رياض وأباد كل من كان في الموقع من الضباط والجنود البالغ عددهم 44 عنصرا ً إسرائيليا ً.
حتى أن إسرائيل من هول هذه العملية وضخامتها تقدمت باحتجاج إلى مجلس الأمن في 9 مارس 1969 يفيد بأن جنودهم قُتلوا بوحشية. لم يكتف الرفاعي بذلك بل رفع العلم المصري على حطام المعدية 6 بعد تدميرها وكان هذا العلم يرفرف لأول مرة على القطاع المحتل منذ 67 ليبقى مرفوعاً قرابة الثلاثة أشهر.

## صرخات العدو
تناقلت أخباره ومجموعته الرهيبة وحدات القوات المسلحة، لم يكن عبوره هو الخبر أنما عودته دائما ما كانت المفاجأة، فبعد كل إغارة ناجحة لمجموعته تلتقط أجهزة التصنت المصرية صرخات العدو واستغاثات جنوده، وفي إحدى المرات أثناء عودته من إغارة جديدة قدم له ضابط مخابرات هدية عبارة عن شريط تسجيل ممتلئ باستغاثات العدو وصرخات جنوده كالنساء.

## أصوات السلام
مع حلول أغسطس عام 1970 بدأت الأصوات ترتفع في مناطق كثيرة من العالم منادية بالسلام بينما يضع الرفاعي برامج جديدة للتدريب ويرسم خططا للهجوم، كانوا يتحدثون عن السلام ويستعد هو برجاله للحرب، كان يؤكد أن الطريق الوحيد لاستعادة الأرض والكرامة هو القتال، كان على يقين بأن المعركة قادمة وعليه أعداد رجاله في انتظار المعركة المرتقبة.
صدق حدس الشهيد وبدأت معركة السادس من أكتوبر المجيدة، ومع الضربة الجوية الأولى وصيحات الله أكبر، انطلقت كتيبة الصاعقة التي يقودها البطل وقبل الضربات الجوية الأولى ببضع ساعات دخل وفرقته لتدمير ما يطلق عليه مدافع أبو جاموس بعيون موسى ثم في ثلاث طائرات هليكوبتر لتدمير آبار البترول في منطقة بلاعيم شرق القناة لحرمان العدو من الاستفادة منها وينجح الرجال في تنفيذ المهمة.

## تتوالي العمليات
وتتوالى عمليات المجموعة الناجحة ففي السابع من أكتوبر تُغير المجموعة على مواقع العدو الإسرائيلي بمنطقتي شرم الشيخ ورأس محمد وفي السابع من أكتوبر تنجح المجموعة في الإغارة على مطار (الطور) وتدمير بعض الطائرات الرابضة به مما أصاب القيادة الإسرائيلية بالارتباك من سرعة ودقة الضربات المتتالية لرجال الصاعقة المصرية.
في الثامن عشر من أكتوبر تم تكليف مجموعة إبراهيم الرفاعي بمهمة اختراق مواقع العدو غرب القناة والوصول إلى منطقة (الدفرسوار) لتدمير المعبر الذي أقامه العدو لعبور قواته، وبالفعل تصل المجموعة فجر التاسع عشر من أكتوبر في نفس الوقت الذي تتغير فيه التعليمات إلى تدمير قوات العدو ومدرعاته ومنعها من التقدم في اتجاه طريق ('الإسماعيلية / القاهرة').
وعلى ضوء التطورات الجديدة يبدأ الرفاعي في التحرك بفرقته، فيصل إلى منطقة (نفيشه) في صباح اليوم التالي، ثم جسر (المحسمة) حيث قسم قواته إلى ثلاث مجموعات، أحتلت مجموعتين إحدى التباب وكانت تكليفات المجموعة الثالثة تنظيم مجموعة من الكمائن على طول الطريق من جسر (المحسمة) إلى قرية (نفيشه) لتحقيق الشق الدفاعي لمواقعها الجديدة. وما وصلت مدرعات العدو حتى أنهالت عليها قذائف الـ (آر بي جي) لتثنيه عن التقدم، ويرفض إبراهيم الرفاعي الاكتفاء بهذا ويأمر رجاله بمطاردة مدرعات العدو لتكبيده أكبر الخسائر.

## الثغرة واستشهاد الرفاعي
يحكي أبو الحسن قصة الثغرة واستشهاد الشهيد العميد إبراهيم الرفاعي فيقول: كنا بعد كل عملية كأننا نولد من جديد فكنا ننزل في إجازة ولكن بعد الثغرة عدنا إلى مقرنا وتوقعنا أن نحصل علي إجازة ولكننا وجدنا الرفاعي وقد سبقنا وفوجئنا أن هناك سلاح تم صرفه لنا وكله مضاد للدبابات وكانت الأوامر أن نحمل السلاح علي السيارات ونعود مرة أخرى إلى الإسماعيلية ودخلنا الإسماعيلية ورأينا الأهوال مما كان يفعله الإسرائيليين بجنودنا من الذبح وفتح البطون والعبور فوق الجثث بالدبابات، وكان العائدون من الثغرة يسألوننا أنتم رايحين فين وكنا نسأل أنفسنا هذا السؤال وكنت أجلس في آخر سيارة وكانت سيارة (الذخيرة) وكان ذلك خطر لأن أي كمين يقوم بالتركيز علي أول سيارة وآخر سيارة، ورأي أحد السائقين 3 مواسير دبابات إسرائيلية تختفي وراء تبة رمال وكانوا ينتظروننا بعد أن رأونا وكنا متجهين لمطار فايد، وأبلغنا السائق باللاسلكي وصدرت الأوامر بالتراجع فنزلت من السيارة بسرعة لأننا كنا نسير فوق (مدق) وحوله رمال وكان الإسرائيليون يزرعون الألغام بتلك الرمال فحاولت توجيه السائق حتى لا ينزل إلى الرمال وهو يدور بالسيارة ولكن السائق رجع بظهره بسرعة ووراؤه بقية السيارات وعدنا للإسماعيلية وجاء أمر لنا بأن نعود لفايد مرة أخرى فعدنا وودعنا بعضنا قبل الدخول لأننا أيقننا أن داخلين علي الموت ودخلت السيارات تحت الشجر وترجلنا ومعنا أسلحتنا وقررنا أن نفعل شيء ذو قيمة قبل أن نموت وفوجئ اليهود بما ليس في بالهم وبدأنا في التدمير و(هجنا هياج الموت) وصعد أربعة منا فوق قواعد الصواريخ وكان الرفاعي من ضمننا وبدأنا في ضرب دبابات العدو وبدؤوا هم يبحثوا عن قائدنا حتى لاحظوا أن الرفاعي يعلق برقبته ثلاثة أجهزة اتصال فعرفوا أنه القائد وأخرجوا مجموعة كاملة من المدفعية ورأيناهم فقفزت من فوق قاعدة الصواريخ وقفز زملائي ولم يقفز الرفاعي وحاولت أن أسحب يده ليقفز ولكنه (زغدني) ورفض أن يقفز وظل يضرب في الإسرائيليين حتى أصابته شظية فأنزلناه وطلبنا أن تحضر لنا سيارة عن طريق اللاسلكي وكنا نشك أن أي سائق سيحضر ولكن سائق اسمه سليم حضر بسرعة بالسيارة ووضعنا الرفاعي فيها ولكن السيارة غرزت في الرمال فنزل السائق وزميله لدفعها وقدتها ودارت السيارة ولم أتوقف حتى يركبوا معي من شدة الضرب الموجه لنا فتعلقوا في السيارة وسحبتهم ورائي، وكان الرفاعي عادة ما يرتدي حذاء ذا لون مختلف عن بقية المجموعة وعندما رأي زملاؤنا حذاؤه أبلغوا باللاسلكي أن الرفاعي أصيب وسمعهم اليهود وعرفوا الخبر وكانت فرحتهم لا توصف حتى أنهم أطلقوا الهاونات الكاشفة احتفالاً بالمناسبة وذهبنا به لمستشفي الجلاء وحضر الطبيب وكانت الدماء تملأ صدره وقال لنا (أدخلوا أبوكم) فأدخلناه غرفة العمليات ورفضنا أن نخرج فنهرنا الطبيب فطلبنا منه أن ننظر إليه قبل أن نخرج فقال أمامكم دقيقة واحدة فدخلنا إلى ه وقبلته في جبهته وأخذت مسدسه ومفاتيحه ومحفظته ولم نستطع أن نتماسك لأننا علمنا أن الرفاعي استشهد وكان يوم جمعة يوم 23 رمضان وكان صائماً فقد كان رحمة الله يأمرنا بالإفطار ويرفض أن يفطر وقد تسلمنا جثته بعد ثلاثة أيام.

## معارك خاضها
- الدفاع عن مدينة بورسعيد 1956
- عمليات الصاعقة في حرب اليمن
- عملية نسف قطار حربي للجنود والضباط الاسرائليين في الشيخ زويد
- عملية نسف مخازن الذخيرة في الشيخ زويد 1968
- عملية الحصول على أحد صواريخ أرض - أرض الإسرائيلية الحديثة 1968 وتم أسر الملازم داني شمعون بطل الجيش الإسرائيلي في المصارعة وإحضاره إلى قلب القاهرة دون خدش واحد كما تم على إثرها عزل القائد الإسرائيلي المسؤول عن قواعد الصواريخ.
- عملية احتلال موقع المعدية رقم 6 في مارس 1968 الذي أطلقت منه القذائف التي كانت سبباً في استشهاد الفريق رياض. وتم إبادة كل من كان في الموقع من الضباط والجنود البالغ عددهم 44 عنصرا ً إسرائيلياً. وتم رفع العلم المصري علي حطام المعدية 6 وظل يرفرف قرابة الثلاثة أشهر.
- عملية تدمير آبار بترول بلاعيم في 6 أكتوبر 1973
- عملية ضرب مواقع العدو الإسرائيلي في شرم الشيخ ورأس محمد في 7 أكتوبر 1973
- عملية الإغارة على مطار الطور في 7 أكتوبر 1973
- عملية منطقة الدفرسوار في 19 أكتوبر وتم منع العدو من التقدم في اتجاه طريق ('الإسماعيلية / القاهرة')

## أوسمة وشهادات
- نوط الشجاعة العسكري من الطبقة الأولي 1960 - 1968
- ميدالية الترقية الاستثنائية 1965
- وسام النجمة العسكرية 1968- 1969 - 1969
- نوط الواجب العسكري 1971
- وسام نجمة الشرف 1971
- وسام نجمة سيناء 1974
- وسام الشجاعة الليبي 1974 (سلم لأسرته)
- سيف الشرف يوليو 1979 (سلم لأسرته)

## مؤلفات عنه
- كتاب الأشباح في يوم 15 أكتوبر 2012 صدر كتاب عن المجموعة باسم الإشباح للكاتب / أحمد علي عطية الله وهو أول كتاب وثائقي شامل يتحدث عن إبراهيم الرفاعي ورجال المجموعة 39 قتال من إصدار دار التوفيق للنشر والاعلام[1]

- كتاب حكايات المجموعة ٣٩ للكاتب / محمد الشافعي وهو كتاب صدر عام 2013 عن قصص و حكايات  المجموعة 39 قتال هو صادر عن الهيئة العامة لقصور الثقافة.
- كتاب إبراهيم الرفاعي بطل العمليات المستحيلة للكاتب / علي ماهر عيد هو هو كتاب عن سيرة العميد الرفاعي وهو صادر عام 2009.
- رواية الرفاعي تأليف / جمال الغيطاني وهي رواية يشارك فيها جمال الغيطاني قصصه مع أفراد المجموعة 39 قتال وتم كتابة هذه الرواية في سبعينيات القرن الماضي وتحديدا في عام 1976 وخرجت لتكون فى متناول يد القراء في عام1978.[2]

## أقرا أيضا
- قائمة قادة حرب أكتوبر المصريين

## وصلات خارجية
- إبراهيم الرفاعي.... أسد الصاعقة، موقع الجماعة الإسلامية المصرية
- كتاب الاشباح للكاتب العسكري أحمد علي عطية الله

1. ↑  كل ما تريد معرفة عن كتاب الأشباح  على فيسبوك.
2. ↑  "إبراهيم  الرفاعى وجمال الغيطانى.. رواية عن حياة البطل واستشهاده". اليوم السابع.